# Принцеза невеста (филм)
Принцеза невеста (енгл. The Princess Bride) је америчка фантастично-авантуристичка филмска комедија из 1987. године, режисера и ко-продуцента Роба Рајнера, у којој главне улоге тумаче Кери Елвес, Манди Патинкин, Крис Сарандон, Кристофер Гест, Волас Шон, Андре Џајант, Робин Рајт и Били Кристал. Филм је адаптација истоименог романа Вилијама Голдмана из 1973. и прати причу о фармеру по имену Вестли, коме се придружују пратиоци са којима се успут спријатељио, који своју истинску љубав принцезу Батеркап мора да спаси од одвратног принца Хампердинка. Филм у основи чува наративни стил романа представљајући причу као књигу коју деда (Питер Фолк) чита свом болесном унуку (Фред Севиџ).
Филм је у америчким биоскопима реализован 25. септембра 1987. године, добивши позитивне критике од стране критичара, али остваривши само умерену зараду на благајнама. Временом је постао култни филм. Филм се налази на 50. месту листе „100 најсмешнијих филмова” канала Браво, 88. месту листе „100 година АФИ-ја... 100 љубавних прича” Америчког филмског института, и 46. месту листе „најбољих филмских комедија” Канала 4. Године 2016, филм је уврштен у Национални регистар филмова, због свог „културног, историјског или естетског значаја”. Филм је такође 1988. освојио награду Хуго за најбољу драмску презентацију.

## Радња
Филм је приказ књиге коју деда чита болесном унуку, који у почетку није заинтересован за причу.
Прича говори о Батеркап, прелепој младој жени која живи на фарми у измишљеном краљевству Флорин. Кад год она каже свом раднику Вестлију да нешто учини, он се увек повинује, говорећи: „Како желите.” На крају схвати да је он воли и она њега. Вестли одлази да потражи богатство преко мора како би могли да се венчају. Када његов брод нападне Страшни гусар Робертс, који је злогласан по томе што никада не оставља преживеле, Вестли се сматра мртвим.
Пет година касније, Батеркап је принуђена да се вери за принца Хампердинка, престолонаследником Флорина. Пре венчања киднапују је тројица одметника, ниски сицилијански шеф по имену Визини, џин са Гренланда по имену Фезик и шпански мајстор мачевања по имену Ињиго Монтоја, који жели да се освети шестопрстом човеку који му је убио оца. Одметнике прогоне принц Хампердинк и његови војници, а такође и маскирани човек одевен у црно.
Човек у црном суочава се са одметницима на врху Литица лудила. Побеђује Ињига у двобоју и нокаутира га, гуши Фезика који пада у несвест, и на крају превари Визинија да попије отров, који га убија. Он заробљава Батеркап и њих двоје беже, заустављајући се близу клисуре. Батеркап исправно претпоставља за њега да је Страшни гусар Робертс и грди га због убиства Вестлија. Видевши Хампердинка и његове људе како се приближавају, Батеркап гура Робертса низ брдо, пожелевши му смрт. Док се спушта, он виче: „Како желите!” Схвативши да је то Вестли, она се баца у клисуру за њим и они се поново сусрећу.
Вестли објашњава како је „Страшни гусар Робертс” заправо титула који се преноси; узео ју је да би претходни Робертс могао да се повуче. Пронашавши Батеркап, Вестли жели да преда титулу неком другом. Хампердинк их хвата након што су изашли из опасне Ватрене мочваре. Батеркап пристаје да се врати Хампердинку након што он обећа да ће пустити Вестлија. Он пристаје, али затим потајно наређује свом садистичком везиру, грофу Ругену, да одведе Вестлија у његово мучилиште, Јаму очаја. Пре него што је нокаутиран, Вестли примећује да Руген има шест прстију на руци.
Хампердинк лажно обећава Батеркап да ће тражити Вестлија. Његов стварни план је започињање рат са суседном земљом Гилдер убијањем Батеркап и оптуживањем Гилдера за њену смрт. У међувремену, Ињиго и Фезик су се поново сусрели након што је Хампердинк наредио да лопови буду ухапшени у оближњој шуми. Фезик прича Ињигу о Ругену. Ињиго одлучује да им је потребна Вестлијева помоћ за јуриш на замак.
Батеркап оптужује Хампердинка да није потражио Вестлија. Бесан, Хампердинк затвара Батеркап и мучи Вестлија, наизглед до смрти. Ињиго и Фезик, који су чули и пратили Вестлијеве јауке кроз шуму, проналазе његово тело и доносе га код Чудотворног Макса, народног исцелитеља. Макс оживљава „углавном мртвог” Вестлија, иако он привремено остаје изузетно ослабљен.
Након што се Вестли, Ињиго и Фезик инфилтрирају у замак, Хампердинк се успаничи и наређује да се церемонија венчања, која је у току, скрати. Ињиго проналази и убија Ругена у двобоју након што га је више пута изругивао због убиства његовог оца. Вестли проналази Батеркап, који се спремала да изврши самоубиство, верујући да је удата за Хампердинка. Вестли је уверава да је брак неважећи јер никада није испунила венчане завете; затим беже из замка. Након што је убио Ругена, Ињиго није сигуран шта да ради са својим животом. Вестли му нуди титулу Страшног гусара Робертса, коју Ињиго разматра. Фезик је набавио четири коња, па он, Вестли, Батеркап и Ињиго беже. Вестли и Батеркап, сада коначно безбедни, деле страствени пољубац.
Назад у својој спаваћој соби, дечак нестрпљиво тражи од деде да му сутрадан поново прочита причу, на шта му деда одговара: „Како желите.”

## Улоге

### Стварни свет
| Глумац        | Улога        |
| ------------- | ------------ |
| Питер Фолк    | Деда/Наратор |
| Фред Севиџ    | Унук         |
| Бетси Брантли | Мајка        |

### Свет у причи
| Глумац         | Улога                                      |
| -------------- | ------------------------------------------ |
| Кери Елвес     | Вестли/Страшни гусар Робертс/Човек у црном |
| Робин Рајт     | Батеркап/Принцеза невеста                  |
| Манди Патинкин | Ињиго Монтоја                              |
| Крис Сарандон  | Принц Хампердинк                           |
| Кристофер Гест | Гроф Тајрон Руген                          |
| Волас Шон      | Визини                                     |
| Андре Џајант   | Фезик                                      |
| Били Кристал   | Чудотворни Макс                            |
| Керол Кејн     | Валери                                     |
| Питер Кук      | Свештеник                                  |
| Мел Смит       | Албино                                     |